# علهان (الرجم)

تعديل مصدري - تعديل

علهان هي إحدى قرى عزلة بني عواض بمديرية الرجم التابعة لمحافظة المحويت، بلغ تعداد سكانها 239 نسمة حسب تعداد اليمن لعام 2004.